# شيرمان إدواردز
شيرمان إدواردز (بالإنجليزية: Sherman Edwards)‏ هو ملحن وكاتب أغاني أمريكي، ولد في 4 أبريل 1919 في نيويورك في الولايات المتحدة، وتوفي في 30 مارس 1981 في مانهاتن في الولايات المتحدة.

## وصلات خارجية
- شيرمان إدواردز على موقع IMDb (الإنجليزية)
- شيرمان إدواردز على موقع ميوزك برينز (الإنجليزية)
- شيرمان إدواردز على موقع قاعدة بيانات برودواي على الإنترنت (الإنجليزية)
- شيرمان إدواردز على موقع ديسكوغز (الإنجليزية)
- شيرمان إدواردز على موقع قاعدة بيانات الفيلم (الإنجليزية)